# Округ Френклин (Џорџија)
Округ Френклин (енгл. Franklin County) је округ у америчкој савезној држави Џорџија.

## Демографија
По попису из 2010. године број становника је 22.084, што је 1.799 (8,9%) становника више него 2000. године.
| Група             | 2000.          | 2010.          |
| Белци             | 18.064 (89,1%) | 18.913 (85,6%) |
| Афроамериканци    | 1.792 (8,8%)   | 1.850 (8,4%)   |
| Азијати           | 51 (0,3%)      | 121 (0,5%)     |
| Хиспаноамериканци | 187 (0,9%)     | 866 (3,9%)     |
| Укупно            | 20.285         | 22.084         |